# Reisch (Landsberg am Lech)
Reisch ist ein Stadtteil von Landsberg am Lech im gleichnamigen oberbayerischen Landkreis.

## Geographie
Das Kirchdorf Reisch liegt östlich zwischen der Stadt und der Gemeinde Schwifting. Besonders sehenswert ist die Wallfahrtskirche Mariä Himmelfahrt.

## Geschichte
Reisch wird erstmals 1052 als Rische genannt, der Ortsname leitet sich von lateinisch ruscus, Binse, ab.
Der Ort gehörte zum Mitteramt des Landgerichtes Landsberg, 1752 wurden 22 Anwesen gezählt. Bedeutendste Eigentümer sind das Kloster Rottenbuch, das Hl. Geist Spital Landsberg und die Pfarrkirche Landsberg.
Am 1. Juli 1972 wurde die bis dahin selbstständige Gemeinde in die Stadt Landsberg am Lech eingegliedert.
Reisch ist heute im Landsberger Stadtrat mit zwei Stadträten vertreten.